# أبوت فاولر غريفز
أبوت فاولر غريفز (بالإنجليزية: Abbott Fuller Graves)‏ هو رسام توضيحي ورسام أمريكي، ولد في 15 أبريل 1859 في ويماوث في الولايات المتحدة، وتوفي في 15 يوليو 1936 في كينبونكبورت في الولايات المتحدة.